# Alins d'Isàvena
Alins d'Isàvena és un llogaret del municipi de les Paüls situat a 1.403 m d'altitud, a la dreta del riu Isàvena, a la part interior de la gran corba descrita pel riu abans de penetrar dins del congost de Gavarret. És un lloc de pas de la senda GR-11.